# The Order
A The Order Matt Fraction író és Barry Kitson rajzoló képregénysorozat, mely 2007 és 2008 között jelent meg a Marvel Comics kiadásában.

## A sorozat megszületése
A Marvel Comics a 2007 februárjában tartott New York Comic Con-on jelentette be a kiadó Civil War, és az azt követő The Initiative című eseménysorozatához kapcsolódó új szuperhős csapat füzetét. Matt Fraction író és Barry Kitson rajzoló képregénye eredetileg a The Champions címen jelent volna meg, utalva ezzel a kiadó egy korábbi, 1975 és 1978 között megjelenő sorozatára. A Marvel azonban az 1980-as években elveszítette a „Champions”-név védjegyi oltalmát, ami iránt egy másik vállalt, a Heroic Publishing 2006-ban benyújtott igényét, melyet az Egyesült Államok szabadalmi és védjegyügyi hivatala 2007 márciusában jóvá is hagyott. A Marvel 2007 áprilisában nem adott ki nyilatkozatot sorozatuk címének védjegyi oltalomba való ütközésével kapcsolatban, de nem sokkal ezután hivatalos honlapjukon törölték a „Champions”-nevet a készülő kiadvány címéből és leírásából egyaránt. 2007 júniusában, egy hónappal az első szám megjelenése előtt a kiadó végül hivatalosan is The Orderre változtatta a kiadvány címét, melyet korábban Jo Duffy és Kurt Busiek egy 2002-es minisorozata viselt. Matt Fraction nyilatkozata szerint a cím körül felmerült problémák megnehezítette a sorozat reklámozását és népszerűsítését. Ennek ellenére az író úgy gondolta, hogy a Marvel végső címválasztása megfelelő, ami kettős jelentéshordozása miatt jól illik a füzetre és azok szereplőire is. „A csapat felállása folyamatosan változik, módosul, ami nagyon is a történet része – kik vannak a csapatban, miért és mennyi ideig maradnak.” – nyilatkozta Fraction. Az író és Barry Kitson rajzoló egyaránt elismeréssel beszéltek egymás korábbi munkáiról. Franction a The Orderrel „a legjobb Barry Kitson-füzetet” szerette volna megírni, Kitson részéről pedig a lehetőség, hogy Fractionnal dolgozhasson, volt az egyik döntő oka, amiért 2007-ben elhagyta a DC Comics-ot és kizárólagos szerződést írt alá a Marvellel.
Matt Fraction saját bevallása szerint mindig foglalkoztatta egy olyan történet ötlete, mely az önkéntes civil felelősségvállalásról, és a való életben való, mindennapi, kicsi és nagy hősiességről szól. Az író utalt Peter Milligannek az X-Force című sorozaton 2001 és 2002 között végzett munkájára is, melyben a címszereplő szuperhős csapat azért állt össze, hogy tagjai médiasztárokká váljanak. Fraction ennek éppen az ellenkezőjét szerette volna bemutatni: közönséges emberek önként jelentkeznek, hogy szuperhősként segíthessenek embertársaikon. Az író szándéka az volt, hogy olyan különleges embereket mutasson be sorozatában, akikre hatalmas nyomásként nehezedik, hogy szuperhősként megállják a helyüket, eleget tegyenek a beléjük vetett bizalomnak, de ugyanakkor csapatukon belül is érezhető feszültség uralkodik, mivel bármelyiküket bármikor lecserélhetik. Emellett azonban Franction a történetet nem Hollywood vagy a média szatírájának szánta, hanem egy olyan sorozatnak, melynek a központjában az emberek, és azok személyes történetei állnak. Az előzőleg minisorozatnak tervezett képregényt a kiadó az első szám megjelenése előtt rendszeres megjelenésűre módosította. Fraction ez időben tett nyilatkozata szerint egy évre előre tervezte meg a sorozat cselekményét.

## Megjelenése és cselekménye
A The Order első száma 2007 júliusában jelent meg. A sorozat szuperhős csapata már a Marvel Comics 2006-2007-es nagy eseménysorozatában, Civil Warban is feltűnt, de első valódi szereplésükre csak fél évvel később saját sorozatukban került sor. Matt Fraction nyilatkozata szerint a Civil War eseményei, melyeknek során a kiadó kitalált világában az amerikai kormány a szuperhősöket regisztrációra kötelezte, tette lehetővé számára, hogy ő, mint a független képregények stílusát képviselő író, a korábbi éveknél nagyobb alkotói szabadság mellett a Marvel egyik szuperhős csapatának sorsát alakíthassa.
Az író néhány hetet töltött a The Order cselekményének helyszínéül szolgáló Los Angelesben, hogy kutatást végezzen a sorozat számára. Ebben az időben került nyilvánosságra a hír, miszerint egy kórház hajléktalan betegeit kezeletlenül egyszerűen kidobja a belváros leromlott állapotú, Skid Row nevű negyedében. A képregényben, a szuperhősök egyik ellenfeleként feltűnő kibernetikus zombik ennek az események hatására kerültek bele a cselekménybe. Fraction még a történet előkészületeinél tartott, mikor a Marvel bejelentette, hogy Jeff Bridges fogja alakítani Vasember ellenfelét, Obadiah Stane-t a készülő, a szuperhős nevét viselő 2008-as mozifilmben. Úgy gondolta, hogy a film bemutatása remek alkalom lenne a gonosztevőt visszahozni a képregények oldalaira is, aki ugyan korábban az 1985-ben megjelent Iron Man 200. számában öngyilkos lett. Valamivel később Fraction bizonytalanná vált, hogy magát Obadiah Stane-t hozza vissza, vagy egy új szereplőt, esetleg Obadiah leszármazottját mutassa be. Fraction végül az utóbbi mellett döntött, és megalkotta Ezekiel Stane-t Obadiah fiát. Ezekiel, mint a Rend csapatának fő ellenfele, aki a háttérből mozgatja a szálakat, a sorozatban azért támad rá a szuperhősökre, hogy próbára tegye rajtuk saját képességeit és hogy tanulmányozza apja régi ellenfelét, Tony Starkot. Az Ezekiel Stane és Tony Stark közötti összecsapásra végül a The Invincible Iron Man oldalain került sor.
A The Order a tizedik számmal, 2008 júniusában ért véget. Fraction a sorozat megszűnését a Newsarama képregényes hírportál Word Balloon nevű podcastjában jelentette be. Később csupán annyit árult el a körülményekkel kapcsolatban, hogy a Marvel felkínálta neki a lehetőséget, hogy befejezze a sorozatot, ahelyett, hogy egy általa kompromisszumokkal teli és kellemetlen légkörűnek ítélt helyzetben dolgozzon rajta tovább. Bár a sorozat kritikailag elismertnek számított, anyagi szempontból nem volt nyereséges a kiadó számára.
Fraction egyik ezt követő munkája a kiadónál a 2008 júliusában indított The Invincible Iron Man című sorozat lett, amiről nem sokkal a The Order befejezése előtt egyezett meg a kiadóval. Fractionnak konkrét elképzelései voltak a The Order titokzatos főgonosztevőjével, Ezekiellel kapcsolatban, és úgy gondolta, hogy ezzel az elemmel összeköti a bejezett és az induló sorozatot. „Ha olvastad az Ordert, kaphattál egy apró bepillantást is a Vasember-sorozatba. Ezzel köszönetet akartam mondani azoknak az olvasóknak, akik követték az Ordert és utána áttértek az új Vasember-sorozatra.” – nyilatkozta Fraction.

## Stílusa és szerkezete
Matt Fractionnek számos szereplővel kellett dolgoznia a sorozatban, így televíziós sorozatokban keresett ötleteket, hogy hogyan kezelje, fogja össze és mutassa be őket. Az író azt szerette volna, hogy minden számban más szereplő kerüljön előtérbe, így a Lost című televíziós sorozathoz hasonlóan elbeszélési mód mellett döntött. Fraction be akarta mutatni, hogy a képregény szereplői közül mindegyiknek a múltjában történet valami különleges, ami által megtapasztalták a mindennapi életben a valódi hősiességet. Hisznek abban, hogy a számukra felkínált lehetőséggel élve, hogy szuperhősökké válhatnak, jobbá tehetik a világot. Emellett azonban mindegyikük igen különböző személyiség is: van köztük háborús hős, és olyan, aki árvaházakat tart fenn. Ez utóbbi szereplőt Franction egyik ismerőséről mintázta, aki egy nemzetközi segélyprogramot indította koreai árvák megsegítésére. A csapat tagjai magánéletükben mintaként szolgálnak a hétköznapi emberek számára, akiknek megadatott a lehetőség, hogy többek legyenek, mint a hétköznapi emberek. A képregény minden számában az előtérbe kerülő szereplő háttere és múltja egy személyes interjú, és az ahhoz kötődő visszatekintések formájában tárul fel. Az interjúk a múlt bemutatása mellett lényeges információkat is tartalmaznak a képregény tényleges cselekménye szempontjából, így szerves részét képezik annak.
A sorozat alkotói a benne szereplő új szuperhős csapatot egy sportcsapathoz hasonlították abban a tekintetben, hogy annak tagjai teljesítményüktől és viselkedésüktől függően cserélődhetnek, és hogy a háttérben egy egész kiszolgáló személyzet, reklámszakemberek, edzők, ápolók és ellátok dolgoznak a sikerük és jó megítélésük érdekében. A csapat tagjai emellett csak tizenkét hónapig birtokolhatják különleges képességeiket. A tagok a csapatban betöltött pozícióját görög mitológiai nevek jelzik. Így például a „Zeusz” pozícióját a csapat szponzora, Tony Stark, a kiadó Vasember nevű szuperhőse, „Héra” pedig Stark asszisztense, Pepper Potts.